# Calendario agricolo

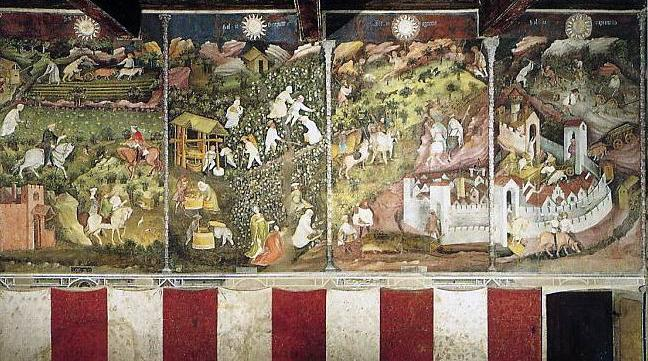
Il ciclo dei mesi nel Salone dei Mesi di palazzo Schifanoia: rappresentazione artistica dello scorrere delle stagioni e delle relative attività agricole.

Il calendario agricolo è un sistema utilizzato per regolare e pianificare le attività agricole in base ai cicli naturali delle stagioni e alle necessità agricole locali. Esso comprende una serie di date e fasi stagionali che indicano i momenti migliori per seminare, coltivare e raccogliere i prodotti agricoli.  .
I calendari agricoli erano strumenti essenziali per la gestione delle risorse naturali, specialmente in società agricole dove la sopravvivenza dipendeva dalla capacità di organizzare le attività in modo efficiente. In molte culture, questi calendari non solo indicavano i periodi di semina e raccolta, ma anche momenti di riposo e di cura del terreno, e venivano spesso legati alle festività religiose e sociali, che seguivano il ciclo delle stagioni . Il calendario agricolo ha avuto un ruolo fondamentale nella pianificazione e nella gestione delle risorse agricole delle civiltà antiche, permettendo a queste società di ottimizzare la produzione alimentare e di sopravvivere alle sfide imposte dal clima e dalle risorse naturali limitate .

## Storia
I calendari agricoli hanno origini antiche, risalenti almeno al IV millennio a.C., quando le prime civiltà iniziarono a documentare le stagioni e i cicli agricoli. Ad esempio, nel Vicino Oriente, le prime pratiche agricole risalgono al periodo neolitico, quando le società dovevano adattarsi alle condizioni climatiche variabili delle diverse regioni. Le pratiche agricole nei territori della Bassa Mesopotamia, ad esempio, richiedevano l'adozione di un calendario agricolo che regolasse le attività in base alla stagionalità delle precipitazioni e all'irrigazione necessaria per la coltivazione .
Nel IV secolo a.C., l'astronomo ateniese Metone elaborò un sistema per combinare il ciclo lunare e solare, dando origine a un calendario lunisolare che permetteva di allineare le stagioni con il passare degli anni. Sebbene il calendario di Metone non fosse perfetto, in quanto le stagioni si spostavano leggermente ogni anno, il ciclo di 19 anni garantiva un allineamento regolare delle stagioni a lungo termine, utile soprattutto per le attività agricole .

### Calendari agricoli in Cina
In Cina, durante le dinastie Han (206 a.C.-220 d.C.) e Tang (618-907 d.C.), l'agricoltura nelle regioni settentrionali era centrale per l'economia, ma le regioni meridionali, come il Jiangnan, acquisirono crescente importanza. La diffusione di calendari agricoli, combinata con l'introduzione della stampa durante la dinastia Song (960-1279), ha contribuito alla standardizzazione delle tecniche agricole. I testi agronomici venivano stampati e distribuiti per migliorare la produttività agricola. L'attività di pubblicazione dei manuali agricoli divenne una responsabilità istituzionale, supportata attivamente dallo stato .

### Il Calendario agricolo di Gezer
Un altro esempio importante di calendario agricolo proviene dalla città cananea di Gezer, situata nella Palestina antica. In particolare, un Calendario agricolo trovato nel sito di Tell el-Gezer risale al VII secolo a.C. ed è inciso su una lastra di pietra con caratteri ebraici antichi. Questo calendario, che era utilizzato per coordinare i lavori agricoli con il ciclo stagionale, è uno dei pochi esempi diretti di calendari agricoli nel contesto cananeo. Il ritrovamento di questo oggetto è significativo perché mostra come la gestione agricola fosse un aspetto vitale della vita quotidiana nelle antiche società del Vicino Oriente .

## Rapporto con il calendario lunare
Mentre il calendario agricolo è strettamente legato alle stagioni e alle attività agricole, integrando elementi lunari e solari, il calendario lunare è basato esclusivamente sui cicli lunari, con applicazioni spesso più religiose e culturali. Entrambi, tuttavia, condividono la funzione di segnare il tempo e organizzare la vita quotidiana.
Similitudini tra il calendario agricolo e il calendario lunare si individuano in:
- Ciclicità basata sulla natura: Entrambi i calendari sono costruiti intorno ai cicli naturali, sebbene con focalizzazioni diverse. Il calendario agricolo segue i cicli stagionali e le fasi di crescita delle colture, mentre il calendario lunare si basa sul ciclo di lunazione (i giorni tra una fase lunare e l'altra, circa 29,5 giorni) [1], [2].
- Utilizzo per la pianificazione delle attività:  Sia il calendario agricolo che il lunare sono stati utilizzati per organizzare e pianificare le attività quotidiane. Nel caso del calendario agricolo, le date segnano i momenti ottimali per seminare, raccogliere o fare manutenzione. Il calendario lunare veniva usato per fissare eventi importanti e segnare il passaggio delle stagioni, che influivano anche sull’agricoltura [3].
- Rilevanza culturale e sociale:        Entrambi i tipi di calendario hanno una forte connessione con la vita sociale e religiosa. In molte culture, i cicli lunari e agricoli determinano festività religiose o rituali legati ai cambiamenti stagionali o ai momenti di semina e raccolto[2], [4].

Le differenze si riscontrano in:
- Base del calcolo:        Il calendario agricolo è spesso un calendario solare o lunisolare, che tiene conto sia del ciclo solare (le stagioni e il movimento della Terra intorno al Sole) che di quello lunare (le fasi della Luna). Esso è progettato per allineare le attività agricole con le stagioni. Al contrario, il calendario lunare si basa unicamente sul ciclo della Luna, con mesi che vanno da 29 a 30 giorni e un anno di 354 giorni circa [1], [3].
- Durata dell'anno:        Un anno solare (come nel calendario agricolo) dura circa 365,24 giorni, mentre un anno lunare dura circa 354 giorni. Questo crea una discrepanza tra i due tipi di calendari. Un calendario agricolo può prevedere aggiustamenti per mantenere la coerenza con l’anno solare, come l’aggiunta di mesi bisestili o la regolazione delle stagioni, mentre il calendario lunare senza aggiustamenti non riflette accuratamente il ciclo solare [1], [3].
- Adattamento alle stagioni:        Il calendario agricolo è principalmente progettato per rispondere alle esigenze stagionali, con date precise che segnano il momento migliore per attività come la semina, la raccolta, e la cura del terreno in relazione alle stagioni. Invece, il calendario lunare è principalmente utilizzato per scopi culturali e religiosi, come determinare la data di festività o eventi ciclici, ma non tiene conto diretto delle stagioni [2], [4].
- Complessità e aggiustamenti:        Mentre il calendario agricolo, in particolare quello lunisolare come quello creato da Metone (c. 432 a.C.), richiede aggiustamenti per sincronizzare il ciclo lunare con il ciclo solare (includendo mesi aggiuntivi ogni tanto per correggere il divario), il calendario lunare non include tali aggiustamenti [1][3].